# ウースター (帆走フリゲート)

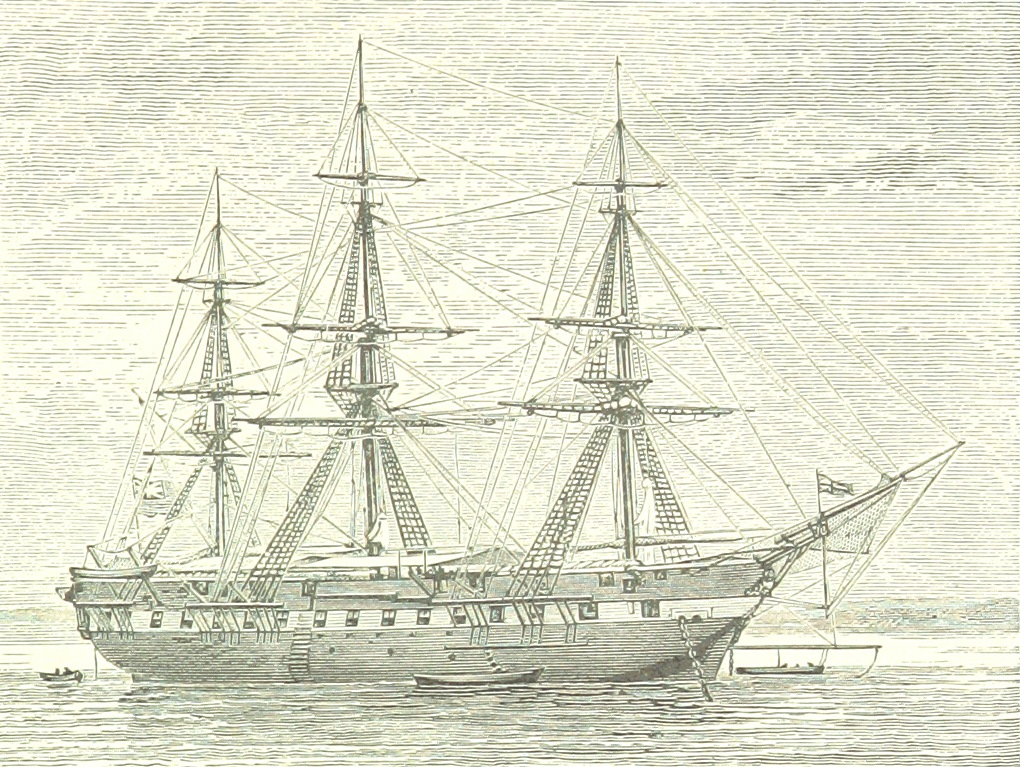
Worcester at Purfleet on the Thames

ウースター（英語: HMS Worcester）は、イギリスのフリゲート。

## 解説
イギリス海軍の52門1,500トン級4番艦フリゲート。6隻あるサウサンプトン級フリゲートの一つ。1820年にデトフォード造船所（デトフォード海軍工廠）にて起工。1843年に進水。1862年にThames Marine Officer Training School（後のテムズ航海訓練学校）に練習船として貸与され、改造に1,000ポンド近くが費やされた。その際、ブラックウォール・リーチ、1863年にはエリス、1869年にはサウスエンド、そして1871年にはグリーンヒテのテムズ川に係留された。1885年に解体され、フレデリック・ウィリアムが後を継いだ。